# Gigors-et-Lozeron
 Gigors-et-Lozeron  là một xã thuộc tỉnh Drôme trong vùng Auvergne-Rhône-Alpes đông nam nước Pháp. Xã Gigors-et-Lozeron nằm ở khu vực có độ cao từ 352-1148 mét trên mực nước biển.